# Grand Prix de la Ville de Valladolid
Le Grand Prix de la Ville de Valladolid (Gran Premio Ciudad de Valladolid en espagnol) est une course cycliste féminine disputée en 2010 et 2011 à Valladolid en Espagne. Durant son existence, le GP de la Ville de Valladolid est l'une des épreuves de la Coupe du monde de cyclisme sur route féminine. En 2012, elle est annulée en raison de problèmes financiers. 
La course se tient sur une distance de 123 kilomètres.

## Palmarès
| Année | Vainqueur        | Deuxième         | Troisième            |
| ----- | ---------------- | ---------------- | -------------------- |
| 2010  | Charlotte Becker | Judith Arndt     | Annemiek van Vleuten |
| 2011  | Marianne Vos     | Rossella Callovi | Emma Johansson       |